# Florian Kohfeldt
Florian Kohfeldt (ur. 5 października 1982 w Siegen) – niemiecki trener piłkarski i piłkarz, grający na pozycji bramkarza.

## Kariera
Karierę piłkarską zaczynał w Delmenhorst, grając w juniorskich zespołach tamtejszej drużyny jako bramkarz. W 2001 roku przeszedł do rezerw Werderu Brema. Wkrótce poznał, że nie ma wystarczającego talentu do wielkiej kariery piłkarskiej i zaczął kształcić się na trenera na Hennes-Weisweiler-Akademie w Hennef, gdzie w 2015 roku uzyskał licencję jako najzdolniejszy absolwent. W latach 2014–2016 był asystentem trenera Wiktora Skrypnyka w Werderze Brema. W październiku został trenerem trzecioligowych rezerw tego klubu. Po zwolnieniu Alexandra Nouriego z pierwszego zespołu, Kohlfeldt objął najpierw tymczasowo pozycję głównego szkoleniowca, aby po poprawie wyników drużyny zostać stałym trenerem.